# PGC 165114
LEDA/PGC 165114 ist eine Galaxie im  Sternbild Jungfrau auf der Ekliptik. Sie ist schätzungsweise 314 Millionen Lichtjahre von der Milchstraße entfernt ist. Im selben Himmelsareal befinden sich u. a. die Galaxien NGC 4320, NGC 4325, PGC 40074, PGC 165120.